# Zaida (chat)
Zaida (né en 1895), aussi appelé Fulmer Zaida lorsqu'elle appartenait à Lady Decies, est un célèbre persan chinchilla vainqueur de nombreuses expositions félines. 
Elle a remporté de nombreux prix, et a souvent été considérée comme étant le persan parfait, le modèle que devrait prendre tout éleveur de persans. Pendant quelques années, elle a été la plus connue de tous les chats aux poils longs, accumulant victoire sur victoire à peu près de la même manière que son contemporain à poils courts, le champion Xénophon. 

## Description
Frances Simpson la décrit comme d'une « couleur est merveilleusement pure ». Lane écrit en 1903 dans son livre Lapins, chats, et cobayes que Zaida est l'un des meilleurs chats jamais exposés. À la suite de l'exposition nationale du club des chats, un article de The Queen dit « Le meilleur chat à poil long était Zaida, la championne de Lady Decies, probablement le seul chinchilla parfait vu depuis quelques années ».

## Histoire
Zaida est répertorié sous le n°2066 dans le Stud-book du National Cat Club (NCC) de 1896. Elle est née le 15 février 1895, élevée par Mme Bluhm, de Lyndhurst, Manchester, qui pendant un certain nombre d'années a collecté et élevé certaines des lignées d'argent les plus remarquables disponibles en Grande-Bretagne. Elle a ensuite appartenu à Lady Decies, une célèbre éleveuse, aux côtés de champions renommés comme Xénophon, Silver Lambkin ou encore Lord Southampton. Elle y avait alors une place privilégiée et pouvait loger dans son boudoir.

## Famille

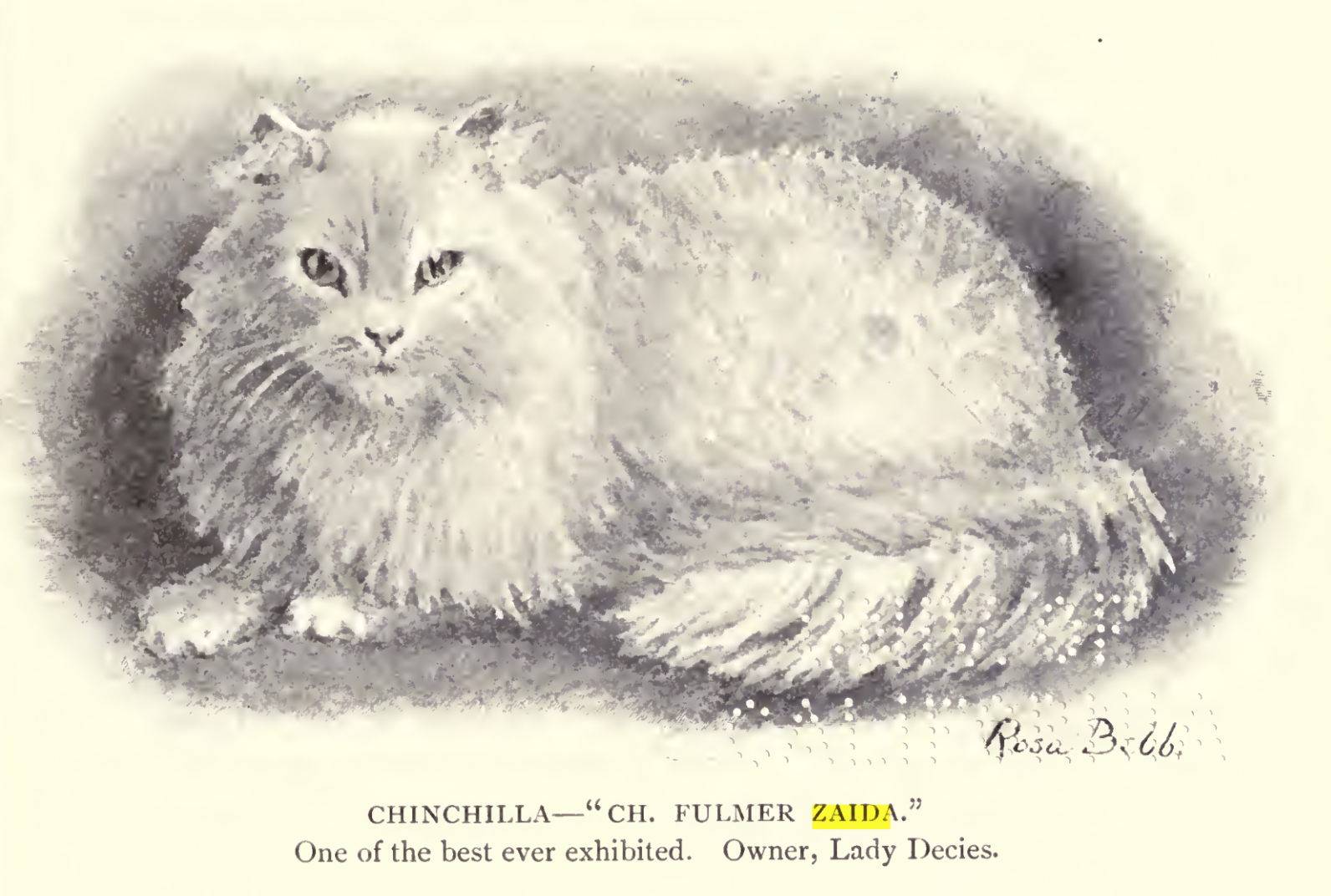
Illustration de Zaida par Rosa Bebb, parue dans le livre Rabbits, cats and cavies de Charles H. Lane.

Son père, Silver Laddie, un mâle autrefois inconnu qui avait pris d'assaut le monde des expositions félines avec une victoire spectaculaire au Crufts Show de 1894, est décrit par Frances Simpson comme étant « l'un des plus remarquables d'étalons ».  Sa mère, Silvie de Lyndhurst, était une femelle chinchilla modeste, née en 1892 et élevée par une Mme Hurst. 

Zaida a un frère de portée, un mâle silver tabby, qui a été enregistré par Mme Bluhm comme Silver Gift. D'une seconde rencontre de ses deux parents naquit Westholme Pearl qui appartenait Mlle F. Worthington. Elle a également de nombreux demi-frères et sœurs, son père étant un mâle reproducteur réputé et beaucoup demandé.

## Victoires
La championne Fulmer Zaida est la célèbre femelle silver chinchilla appartenant à Lady Decies. Ce chat a remporté plus de prix que tout autre : les succès de Zaida ont été sans équivalent en Grande-Bretagne pendant plus de 60 ans. Elle a remporté plus de 150 prix, y compris des médailles et des prix spéciaux, et a été sélectionnée deux fois comme « Best Cat in Show » (meilleur chat en exposition), au Crystal Palace.
Zaida a remporté les plus grands honneurs à tous les grands salons et continuera probablement à gagner chaque fois qu'elle sera exposée.